# NPO 3
NPO 3 (dawniej Nederland 3 do 2014) – trzeci kanał publicznej telewizji niderlandzkiej Nederlandse Publieke Omroep.

## Historia
Kanał uruchomiony został 4 kwietnia 1988. Oryginalnie planowano uruchomienie wspólnego kanału z belgijskim nadawcą VRT, który specjalizuje się w holendersko-flamandzkich audycjach kulturalnych, jednakże ten plan ostatecznie nie został zrealizowany.
16 września 2007 roku NPO 3 przeszedł na całkowite nadawanie w formacie panoramicznym. Przedtem niektóre audycje były już nadawane w tym formacie.
4 lipca 2009 została uruchomiona wersja w wysokiej rozdzielczości (1080i) stacji.

## Oferta programowa
Stacja koncentruje się głównie na dzieciach i młodych ludziach. Od godziny 6:30 do 19:00 nadawane jest pasmo poświęcone najmłodszym widzom, w którym oprócz bajek i kreskówek, nadawane są programy dokumentalne i edukacyjne. Po godzinie 19:00 następuje start pasma dla dorosłych widzów. W dniach roboczych nadawana jest opera mydlana Onderweg naar Morgen (W drodze do jutra), a także talk-show De Wereld Draait Door (Czy świat zwariował?!). Reszta ramówki to przede wszystkim: filmy, seriale obyczajowe i komediowe (zarówno są to audycje produkcji rodzimej, jak i programy zagraniczne), programy rozrywkowe, czy też transmisje sportowe (m.in. Ligę Mistrzów UEFA).

## Dostęp
NPO 3 można oglądać za pośrednictwem większości telewizji kablowych i platform cyfrowych na terenie Holandii. Jest dostępna w ramach naziemnej telewizji cyfrowej. Kanał oglądać można również na terenie Belgii i Niemiec.